# NXT TakeOver: Brooklyn 4
NXT TakeOver:Brooklyn 4 was een professioneel worstelshow en WWE Network evenement dat georganiseerd werd door WWE voor hun NXT brand. Het was 21ste editie van NXT TakeOver en vond plaats op 18 augustus 2018 in het Barclays Center in Brooklyn, New York. Dit was het vierde ondersteuningsevenement voor de 2018 editie van SummerSlam. NXT TakeOver: Brooklyn 4 is de vierde evenement onder de TakeOver: Brooklyn chronologie.

## Matches
| Nr. | Match | Winnaar(s)         | Opmerkingen                                                                                                  | Bron  |
| --- | --- | ------------------ | --- | ----- |
| 1N  | Bianca Belair vs. Deonna Purrazzo                                                                          | Bianca Belair      | Eén-op-één match. Opgenomen voor een toekomende aflevering van NXT.                                          | [ 2 ] |
| 2N  | Pete Dunne (c) vs. Zack Gibson                                                                             | Pete Dunne         | Eén-op-één match voor het WWE United Kingdom Championship. Opgenomen voor een toekomende aflevering van NXT. | [ 2 ] |
| 3   | The Undisputed Era (Kyle O'Reilly & Roderick Strong) (c) vs. Moustache Mountain (Trent Seven & Tyler Bate) | The Undisputed Era | Tag team match voor het NXT Tag Team Championship.                                                           | [ 3 ] |
| 4   | Velveteen Dream vs. EC3                                                                                    | Velveteen Dream    | Eén-op-één match.                                                                                            | [ 3 ] |
| 5   | Ricochet vs. Adam Cole (c)                                                                                 | Ricochet (nc)      | Eén-op-één match voor het NXT North American Championship                                                    | [ 3 ] |
| 6   | Kairi Sane vs. Shayna Baszler (c)                                                                          | Kairi Sane (nc)    | Eén-op-één match voor het NXT Women's Championship                                                           | [ 3 ] |
| 7   | Tommaso Ciampa (c) vs. Johnny Gargano                                                                      | Tommaso Ciampa     | Last Man Standing match voor het NXT Championship                                                            | [ 3 ] |